# فلوئینگ ولز (آریزونا)
فلوئینگ ولز (به انگلیسی: Flowing Wells) یک منطقهٔ مسکونی در ایالات متحده آمریکا است که در شهرستان پیما، آریزونا واقع شده‌است. فلوئینگ ولز ۹٫۹۷ کیلومتر مربع مساحت و ۱۶٬۴۱۹ نفر جمعیت دارد و ۶۹۲ متر بالاتر از سطح دریا قرار دارد.